# Ficus cryptosyce
Ficus cryptosyce är en mullbärsväxtart som beskrevs av Edred John Henry Corner. Ficus cryptosyce ingår i släktet fikonsläktet, och familjen mullbärsväxter. Inga underarter finns listade i Catalogue of Life.